# Grigory Gourkine
Grigori Ivanovitch Gourkine (en russe : Григо́рий Ива́нович Гу́ркин), connu sous le nom de Tchoros Gourkine (en russe : Чорос-Гуркин,) né le 12 janvier 1870 (24 janvier dans le calendrier grégorien) à Oulala et mort fusillé le 11 octobre 1937, était un peintre paysagiste russe. D'origine téléoute, du clan Tchoros, il fut le premier artiste professionnel altaïen. Il se distingue par ses paysages montagneux de l'Altaï.

## Biographie

### Origine et études
Gourkine est né le 12 janvier 1870 (24 janvier dans le calendrier grégorien) dans le village d'Oulala (gouvernement de Tomsk, Empire russe), actuellement nommé Gorno-Altaïsk. Il était d'origine téléoute (altaïenne) du clan oïrat Tchoros (son nom est parfois indiqué comme Tchoros-Gourkine). En 1878, il fut envoyé à l’école de peinture d’icônes d’Oulala et devint finalement peintre d’icônes professionnel.  Par la suite, il est devenu un adepte de la religion de l'Altaï, le bourkhanisme. Il a travaillé en tant que peintre à Oulala et à Biïsk. En 1897, il commence ses études à l'Académie russe des beaux-arts avec Ivan Chichkine et Alexandre Kisseliov,. 

### Professeur et peintre
En 1903, Gourkine retourna dans l'Altaï et commença à travailler comme enseignant dans le village d'Anos (aujourd'hui dans le raïon d'Oust-Kan), voyageant chaque été dans les régions reculées des montagnes de l'Altaï. La ville la plus proche avec une société artistique développée était Tomsk, où Gourkine a participé à des expositions d'art. Il était membre de la Société des amateurs d'art de Tomsk (la principale société artistique de Tomsk) depuis 1909,. 

### Guerre civile russe et Touva
En février 1918, après la Révolution d'Octobre, et alors que la guerre civile russe avait commence, les représentants des tribus de l'Altaï d'Oulala décidèrent de créer le gouvernement du Karakorum, dont le but était d'unir toutes les terres de l'Altaï en un État-nation. Gourkine est devenu président du gouvernement. 
En 1919, le gouvernement fut démis de ses fonctions par les forces fidèles à Alexandre Koltchak et Gourkine s'enfuit en Mongolie, où il vécut pendant un an et en 1921, avec l'aide des partisans rouges, dirigés par leur commandant Sergueï Kotchetov, il déménagea au Touva indépendant. Là, il a continué à décrire la vie quotidienne et les traditions des habitants, y compris le chamanisme,. 

### En URSS et mort
En 1925, Gourkine retourna en Union soviétique. Dans les années 1920 et 1930, il s'est impliqué dans l'éducation, en particulier, il a créé des illustrations pour les poèmes épiques de l'Altaï et pour les livres d'école primaire. En 1937, lors des Grandes Purges, Grigori Gourkine fut arrêté, puis exécuté le 11 octobre 1937 à un lieu inconnu,. 

## Après sa mort
Il fut réhabilité à titre postume en 1965.

## Peintures

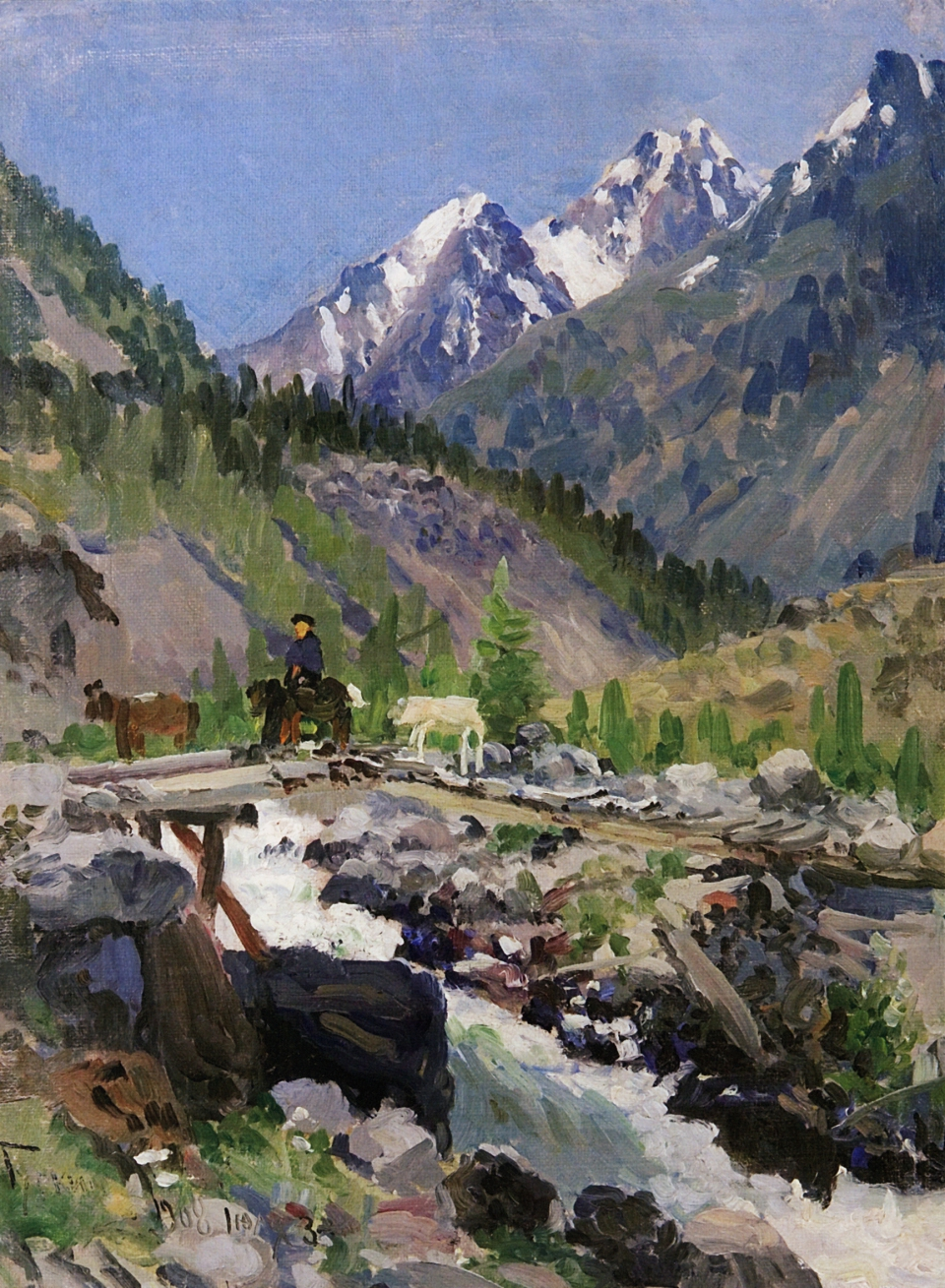
Pont sur la rivière Koulagach (1908).
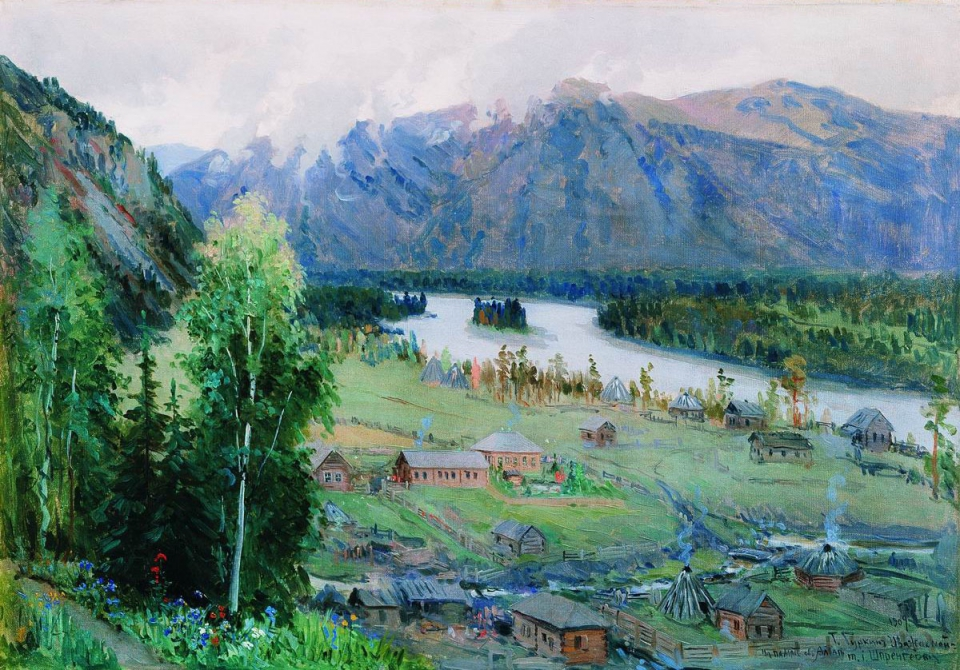
Village d'Anos (1909)
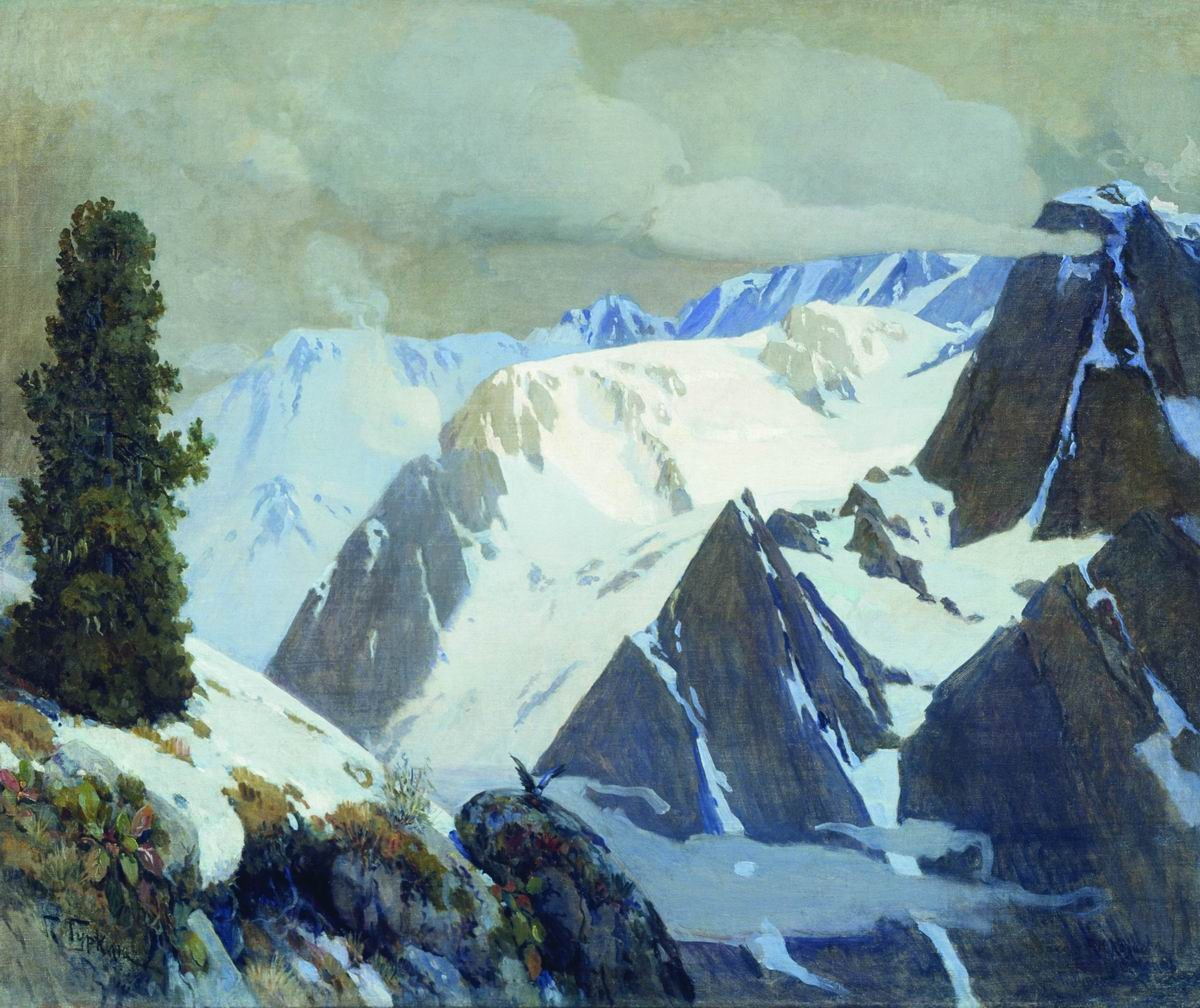
Khan-Altaï (1912)
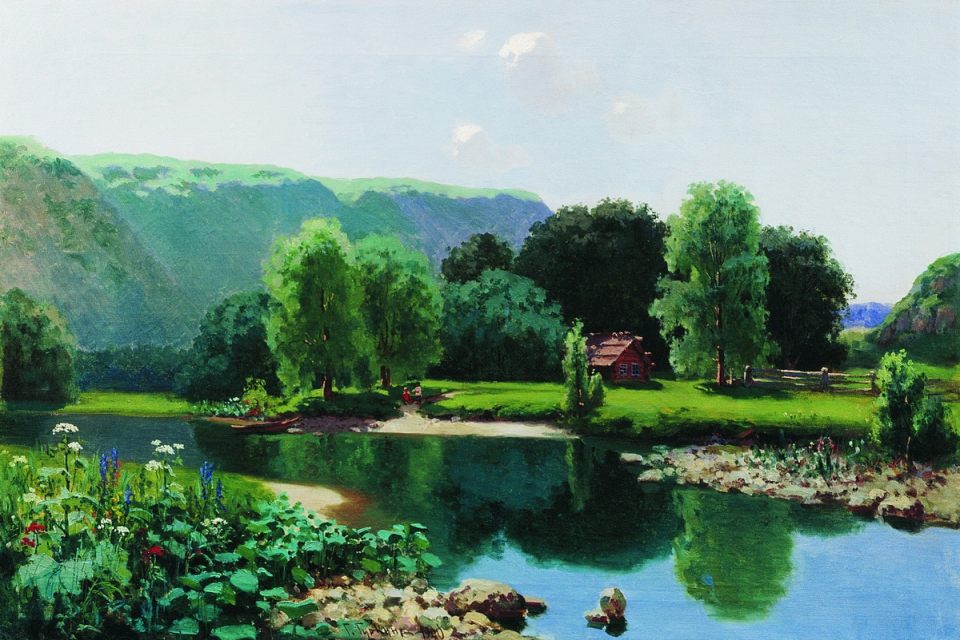
Quartiers d'Oulala (1900)
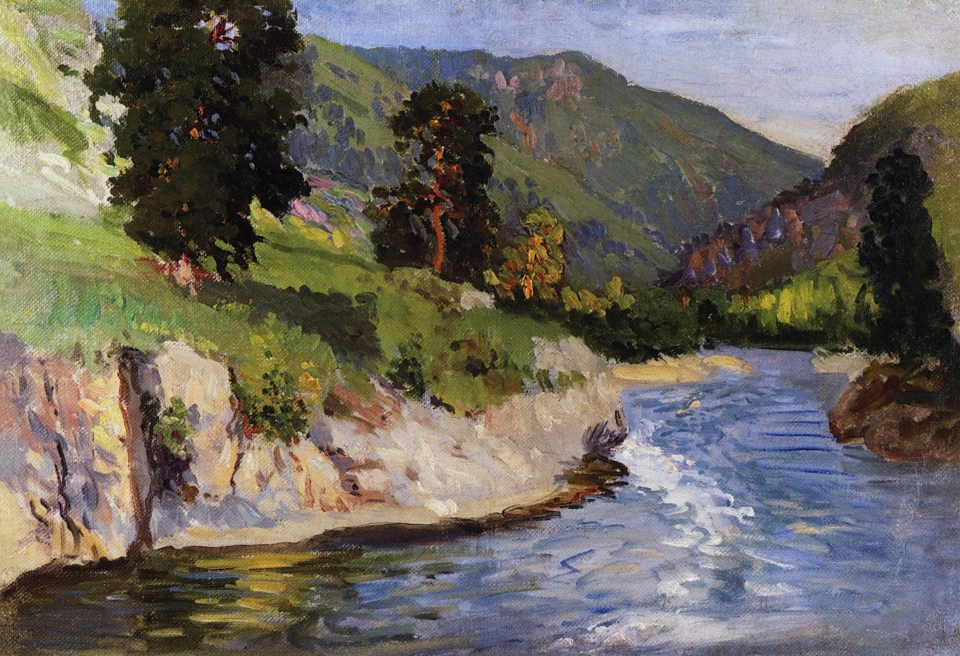
Rivière Tchemal (années 1900)
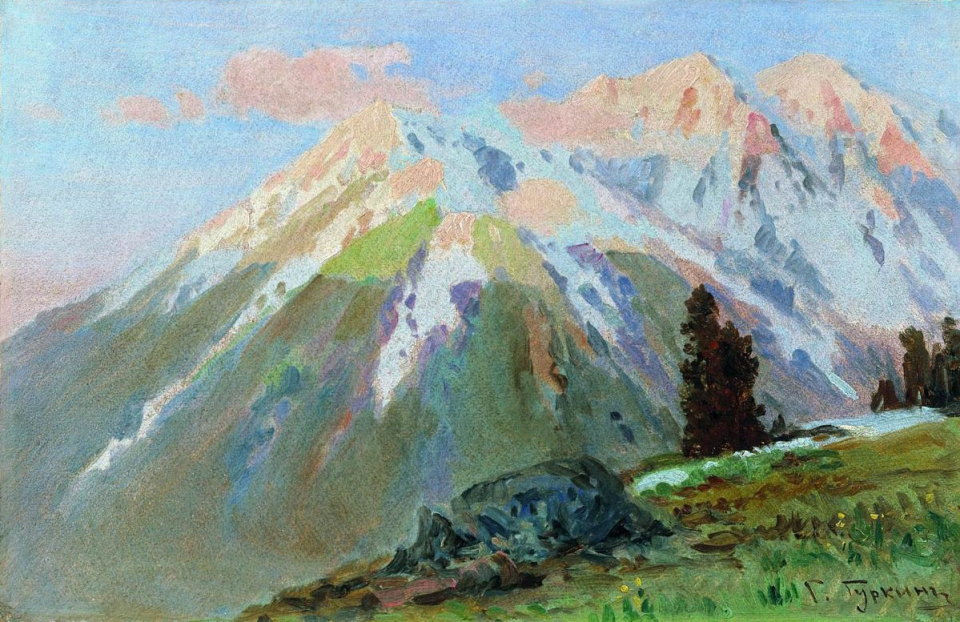
Paysage (années 1920)